# Šratovci
Šratovci is een plaats in Slovenië en maakt deel uit van de gemeente Radenci in de NUTS-3-regio Pomurska. De plaats telde 163 inwoners op 1 januari 2020.
Op ongeveer 1 kilometer afstand naar het noordoosten ligt het riviertje Musta dat zeer in trek is bij kanovaarders,